# Metropolia Baltimore
Metropolia Baltimore – metropolia Kościoła rzymskokatolickiego obejmująca w całości stany Delaware, Wirginia, Wirginia Zachodnia oraz część stanu Maryland w Stanach Zjednoczonych.
Katedrą metropolitarną jest Bazylika Wniebowzięcia Najświętszej Maryi Panny w Baltimore.

## Podział administracyjny
Metropolia jest częścią regionu IV (DC, DE, MD, VA, VI, WV)
- Archidiecezja Baltimore
- Diecezja Arlington
- Diecezja Richmond
- Diecezja Wheeling-Charleston
- Diecezja Wilmington

## Metropolici
- John Carroll (1784 – 1815)
- Leonard Neale SJ (1815 – 1817)
- Ambrose Maréchal PSS (1817 – 1828)
- James Whitfield (1828- 1834)
- Samuel Eccleston PSS (1834 – 1851)
- Francis Patrick Kenrick (1851 – 1863)
- Martin John Spalding (1864 – 1872)
- James Roosevelt Bayley (1872 – 1877)
- kard. James Gibbons (1877 – 1921)
- Michael Joseph Curley (1921 – 1947) od 1939 arcybiskup Baltimore-Waszyngton
- Francis Patrick Keough (1947 – 1961)
- kard. Lawrence Shehan (1961 – 1974)
- William Borders (1974 – 1989)
- kard. William Keeler (1989 – 2007)
- Edwin O’Brien (2007 – 2011)
- William Lori (od 2012)